# Bardilis I

Dardania previa a la conquista romana.

Bardilis I de los ilirios (también atestiguado en las antiguas fuentes griegas como Βάρδυλις, Βάρδυλιν, Βάρδυλλις, y en latín Bardulis) fue un rey ilirio que gobernó desde el año 385 al 358 a. C. y fundó la dinastía bardílica (o bardilia) Su oficio era el de carbonero y llegó a ser rey de los dardanios, una tribu iliria.
Bardilis se apoderó de territorio del Reino de Macedonia, matando a Pérdicas III y expulsando a Amintas III. En 385 a. C., los molosos fueron atacados por una alianza iliria con la ayuda de Dionisio I de Siracusa. Dionisio repuso en el trono a Alcetas, el cual había estado refugiado en su corte. El tirano siracusano planeaba controlar todo el mar Jónico. Esparta intervino en cuanto tuvo conocimiento de los acontecimientos, y expulsó a los ilirios liderados por Bardilis. A pesar de ser ayudado por 2000 hoplitas griegos y 500 armaduras griegas, los ilirios fueron derrotados por los espartanos mandados por el rey espartano Agesilao II, pero previamente habían asolado la región y matado a 15.000 molosos. 
Gravo se convirtió en el más poderoso rey ilirio tras la muerte de Bardilis en 358 a. C.
Bardilis tuvo un hijo llamado Clito, y un nieto llamado Bardilis II. Bardilis fue en última instancia muerto por Filipo II. en la batalla tras la oferta de paz que le ofreció al macedonio, basada en conservar las tierras conquistadas, y rechazada por Filipo.
Polibio le llama "Βάρδυλλις ο των Ίλλυριων"